# Saison 1943-1944 du Football Club auscitain
‌
La saison 1943-1944 du Football Club auscitain voit le club évoluer dans l’élite du rugby français pour la deuxième saison consécutive.
Le championnat comprend 96 clubs répartis en 12 poules de 8.
Placé dans la poule 8 en compagnie de L'AS Carcassonne, le Stade fuxéen, le RC catalan, le Stade piscénois, le Saint-Girons SC, l'US Thuir et le Toulouse olympique, Auch descend en deuxième division alors que l'élite est ramenée à 54 clubs.

## Coupe de France

### 1/64è de finale
| Division      | Club    | Score  | Club             | Division      |
| ------------- | ------- | ------ | ---------------- | ------------- |
| National (D1) | FC Auch | 6 - 17 | Stade toulousain | National (D1) |

### Championnat de France
Le FC Auch se trouve dans la poule 8 avec l'AS Carcassonne, le Stade fuxéen, le RC catalan, le Stade piscénois le Saint-Girons SC, l'US Thuir et le Toulouse olympique.
Il n’est pas qualifié pour la suite de la compétition et redescend en deuxième division.

## Effectif
- Arrière : Barrère
- Ailiers : Magne, Jupe
- Centres : Beauregard, Fourcade
- Ouvreur : Soulès
- Demis de mêlée : Léches
- Troisièmes lignes centre :
- Troisièmes lignes aile :
- Deuxièmes lignes :
- Talonneur : Tharac
- Piliers : Sabathé, Castillon